# Горишноплавнинская городская община
Горишноплавнинская городская община (укр. Горішньоплавнівська міська громада) — территориальная община в Украине, в составе Кременчугского района Полтавской области. Административный центр — город Горишние Плавни.
Образована 16 апреля 2019 путем присоединения Келебердянского и Саловского сельских советов Кременчугского района к Горишнеплавнинскому городскому совету.
7 июля 2020 года в состав общины добровольно присоединились Григоро-Бригадировский сельсовет Кобеляцкого района и Дмитровский сельский совет Горишнеплавнинского городского совета.

## Населенные пункты
В состав общины входят 1 город (Горишние Плавни) и 14 сел: Базалуки, Гора, Григоро-Бригадировка, Дмитровка, Карповка, Келеберда, Кияшки, Кузьменки, Махновка, Мотрино, Петрашовка, Саловка, Солонцы и Солошино.